# Европска рударска индустрија
Европска рударска индустрија има дугу традицију. Иако рударство Европе остварује мали удио у БДП-у, он обезбеђује велики и значајан удео у светској производњи.
Пре Другог светског рата, европска економија је остала у великој мери на угљу као основном извору примарне енергије, с врло мало диверзификације у нафту и гас који се већ догодио у Сједињеним Државама . Индустрија рударства која експлоатише ове минерале веома је важна за индустријски, друштвени и технолошки процес у Европској унији (Европи) . Индустријски минерали као што су барит, каолинит или сол извлаче се унутар Европе ради снабдијевања широког спектра индустрије.
Европска рударска индустрија имала је дугу и профитабилну историју, која почиње чак пре 8000 година у источној Европи, а рударство бакра у источној Европи и Шпанији. Рударство злата и бакра у Шпанији, Кипру и источној Европи, као и калаја у Корнволу су веома важне. Још од неолита, у свим деловима Европе откопаване су и прерађиване све врсте минералних стена. Подземно копање захтева знатно више енергије од површинске експоатације због потребе за вентилацијом, пумпама и дужим удаљеностима превоза. Угаљ, је био извор горива највећих светских економија који је трајао више од једног века, а сада се његова употреба драстично смањује обновљивим изворима енергије  .Због тога је Уједињено Краљевство провело 55 сати без угља у корист обновљивих извора енергије попут ветрењача . Велика Британија је била једна од најранијих произвођача обновљивих извора енергије и у њој је инсталиран највећи број ветропаркова у Европи.
Европа је богата природним ресурсима, а минерали који се експлоатишу користе се у свакодневном животу као грађевински материјал за инфраструктуру, изградњу, путеве, производњу челика, аутомобила, рачунара, лекова, ђубрива... Шведска је једна од водећих земаља Европске уније за производњу метала, а Шведска рударска индустрија је у периоду снажног раста. Шведска рударска индустрија која се шири довела би до задовољавања већинских потреба за рудома метала у Европи, што је и био приоритет у „Иницијативи за сировине" ( задовољавање критичне потребе за растом економије и повећањем броја радних места у Европи“, коју је представила Европска комисија 2008. и 2010. године. До 2025. ресурси рудника у Европској унији могу се повећати.

## Радни однос
Европски сектор за производњу (експлоатацију) руда и минерала, као и индустрија за њихову обраду запошљава више од 200.000 људи. Директно и индиректно бројни послови зависе од њега, а промет који остварује само у Европи је 13 милијарди евра . Поред тога, још 100.000 људи ради у подружницама широм света, зависно од седишта рударских компанија са седиштем у Европи. У западној Европи је изгубљено око 182.000 радних места у рударству угља у периоду између 1988. и 1993. године, смањење запослености за 40%, док је производња угља опала за око 8%, што је одражавало значајне добитке у продуктивности.
У 2012. години, процењено је да је у рударској индустрији запослено 7 милиона људи, од којих је већина у рударству угља и лигнита.

## Профит
Домаћа производња руда метала (без угља) процењена је у просеку на 11 милијарди долара у 2018. години у поређењу са 10 милијарди долара у 2007. години и 9,2 милијарде долара у 2006. години. Индекс цена стварних произвођача за индустријске минерале у Немачкој повећан је за око 3% у 2008. години у поређењу са 4% у 2007. години.

## Природни ресурси

### Лигнит
Неколико европских земаља истражује индустрију рудника лигнита, упркос чињеници да се индустрија суочава са падом профитне марже у конкуренцији са производњом енергије са ниским удјелом угљеника. Глобална производња лигнита износи око милијарду метричких тона у 2012. години, а главна производња долази из Европе, а на континенту отпада отприлике 40% у залихама литијума. Рудници лигнита на Косову (Србија) раде на једном од стратешких лежишта лигнита у Европи, због својих геолошких услова.
По производњи лигнита, Грчка је на седмом месту у свету и на трећем месту у ЕУ после Немачке, на основу укупних резерви лигнита у земљи и планиране будуће стопе потрошње, процењује се да би резерве у земљи могле да трају више од 45 година. Пољска је једна од највећих резерви лигнита у Европској унији, са око 1,4 милијарде тона лигнита у земљи и додатних 22,1 милијарди тона у економским резервама.

### Злато
Северни део Европе, посебно Шведска и Финска, показали су се као подручје са обиљем и великим потенцијалом за вађење злата. Према часопису "Текниикка ја Талоус", Финска је претекла Шведску и треба да постане један од највећих произвођача злата у Европи. Рудник који се налази у Киттилаи и чији је власник канадска компанија Агницо Еагле, биће проширен и као резултат тога, његова производња ће се повећавати на 6.000 килограма годишње. У 13. и 14. веку Бохемија је била једна од главних области производње злата у Европи.

### Угаљ
Укупна производња угља у Европи износи око 15,14 милиона тона, што представља 3,9% укупног произведеног угља у свијету, а угаљ се преферира као један од основних извора енергије, због ниских трошкова у односу на нафту и природне гасове. Европска индустрија угља последњих година доживљава пад, јер је 25% земаља Европске уније до сада угасило руднике угља,а научници процењују да би више од 80% светских резерви угља требало да остане неискориштено (неизгорено) како би се глобално загревање ограничило на 2 °C (36 °F) 

### Руде гвожђа
У Шведској се налази 91% руде гвожђа на континенту. У 2014. шведска производња руде оборила је нови рекорд пету годину заредом; пораст је био 2% у односу на претходну годину, а производња је износила скоро 89,1 милиона тона. Од свих глобалних тржишних копања руде, источна Европа је била најмања регија која заузима око 1% тржишта. Употреба робота у индустрији за експлоатацију руде метала побољшава ефикасност и продуктивност рудника и смањује оперативне трошкове. Сектор рударства метала у ЕУ производи широк спектар руда које дају металне материје.